# Prostomis gladiator
Prostomis gladiator es una especie de coleóptero de la familia Prostomidae.

## Distribución geográfica
Habita en Nueva Gales del Sur (Australia).